# Jiří Lach
Jiří Lach (* 21. října 1971 Frýdek-Místek) je český historik a politolog, vykonávající funkci vedoucího Katedry politologie a evropských studií na Filozofické fakultě Univerzity Palackého v Olomouci. Zaměřuje se především na soudobé dějiny a vývoj politických systémů a mezinárodních vztahů ve 20. století.

## Biografie
Jiří Lach vystudoval na Univerzitě Palackého v Olomouci magisterské obory politologie a historie a na Středoevropské univerzitě obor sociologie. Na The University of Lancaster své vzdělání doplnil také titulem M.A. ze studijního programu Society and Politics. Pro obor politologie následně získal titul Ph.D. a pro obor historie titul PhDr.
Po doktorském studiu působil jako odborný asistent na Ostravské univerzitě, v roce 2000 se vrátil zpět na Univerzitu Palackého, kde byl v roce 2006 jmenován docentem pro obor historie. Ze svého pobytu na Friedrich-Schiller-Universität Jena získal hostující profesuru. Dále vyučoval několik kurzů na Valdosta State University a na United States Military Academy.
V letech 2007–⁠2010 zastával funkci vedoucího Katedry politologie a evropských studií FF UP. Mezi roky 2010–⁠2018 působil jako děkan Filozofické fakulty Univerzity Palackého. V letech 2018–⁠2021 byl prorektorem pro rozvoj a v roce 2021 kandidoval na funkci rektora Univerzity Palackého. V roce 2023 se vrátil k výkonu funkce vedoucího Katedry politologie a evropských studií, na níž je garantem doktorského studijního programu Political Science a magisterského studijního programu War and Peace Studies.
Je také autorem a spoluautorem několika knih a odborných článků (viz publikační činnost níže).

## Publikační činnost
- Borovský, T., & Lach, J. (2006). Josef Šusta a František Hrubý ve vzájemné korespondenci. Prameny dějin moravských. Brno, Česká republika: Matice moravská.
- Knoz, T., Lach, J., & Borovský, T. (2020). Kultura ve středoevropských dějinách: Rozpravy mezi humanitními obory. Praha, Česká republika: Nakladatelství Lidové noviny.
- Laichter, F., & Lach, J. (2021). O umlčené kulturní epoše: Kus nakladatelské historie. Praha, Česká republika: Academia.
- Lach, J. (2003). Josef Šusta 1874–⁠1945: A History of a Life, A Life in History. Olomouc, Česká republika: Vydavatelství Univerzity Palackého.
- Lach, J. (2003). Josef Šusta a Dějiny lidstva. Olomouc, Česká republika: Vydavatelství Univerzity Palackého.
- Lach, J. (2008). Laichterovo nakladatelství a projekt České dějiny. Olomouc, Česká republika: Burian & Tichák.
- Lach, J. (2009). Josef Borovička: Osudy českého historika ve 20. století. Praha, Česká republika: Academia.
- Lach, J. (2010). The Party Isn't Over: An Analysis of the Communist Party in the Czech Republic. Communist Studies and Transition Politics, 26(3), s. 363–388. Dostupné online.
- Lach, J. (2013). Eric Hobsbawm – Historik mezi vědou a politikou. Český časopis historický, 111(3), s. 579–602. Dostupné online.
- Lach, J. (2015). Who and Where Are the Audiences for History Today? In Arbeir, M., & Christie, I. (Eds.), Where Is History Today? New Ways of Representing the Past (s. 13–26). Olomouc, Česká republika: Vydavatelství Univerzity Palackého.
- Lach, J. (2020). Fenomén kulturních dějin v českém dějepisectví první poloviny 20. století. In Knoz, T., Lach, J., & Borovský, T. (Eds.), Kultura ve středoevropských dějinách: Rozprava mezi humanitními obory (s. 77–⁠88). Praha, Česká republika: Nakladatelství Lidové noviny.
- více zde